# 不可
| ウィキペディアには「不可」という見出しの百科事典記事はありません（タイトルに「不可」を含むページの一覧/「不可」で始まるページの一覧）。 代わりにウィクショナリーのページ「不可」が役に立つかもしれません。 |